# مارتن رودريغيس (تنس)
مارتن رودريغيس (بالإسبانية: Martín Rodríguez)‏ مواليد 18 ديسمبر 1969 في قرطبة، الأرجنتين، هو لاعب كرة مضرب أرجنتيني سابق بدأ مسيرته كمحترف سنة 1991 وكان يلعب باليد اليمنى. أعلى تصنيف له في الفردي كان المركز الـ 71 في سنة 1999. أعلى تصنيف له في الزوجي كان المركز الـ 15 في سنة 2004. سبق أن شارك في دورة الألعاب الأولمبية الصيفية.

## روابط خارجية
- مارتن رودريغيس على موقع رابطة محترفي التنس (الإنجليزية)
- مارتن رودريغيس على موقع الاتحاد الدولي لكرة المضرب (الإنجليزية)
- مارتن رودريغيس على موقع كأس ديفيز (الإنجليزية)
- مارتن رودريغيس على موقع خلاصة التنس.كوم (الإنجليزية)
- مارتن رودريغيس على موقع أوليمبيديا (الإنجليزية)